# Équipe du Botswana de rugby à XV
L'équipe du Botswana de rugby à XV rassemble les meilleurs joueurs de rugby à XV du Botswana et est membre de Rugby Afrique. Elle est engagée en Silver Cup, le deuxième niveau de la Coupe d'Afrique.
L'équipe du Botswana occupe la 67e place du classement World Rugby avant le début de la Coupe d'Afrique 2018.
En 2019, le Botswana atteint la meilleure place de son histoire au classement World Rugby[Laquelle ?].

## Palmarès
- CAR Development Trophy :
  - 2001 : 2ème de la poule B
  - 2002 : finaliste
  - 2003 : non engagé
  - 2004 : vainqueur
  - 2005 : non engagé
  - 2006 : 3ème de la poule B
  - 2007 : vainqueur

- Coupe d'Afrique :
  - 2008-2009 : 3ème et dernier le la poule D
  - 2010 : 4ème et dernier de la poule C
  - 2011 : 4ème et dernier de la division 1C
  - 2012 : vainqueur de la division 1C
  - 2013 : 4ème et dernier de la division 1B
  - 2014 : 3ème de la division 1C
  - 2015 : 4ème de la division 1B
  - 2016 : 3ème et dernier de la poule B (division 1B), la Zambie reléguée à la différence de points.
  - 2017 : 4ème et dernier de la Silver Cup (pas de relégation grâce au changement de format)

- Coupe du monde : jamais qualifié

## Joueurs emblématiques
Christian Thibon, professeur d'histoire à l'Université de Pau et des Pays de l'Adour